# Josephine Tewson
Josephine Tewson (* 26. Februar 1931 in London; † 18. August 2022 ebenda) war eine britische Schauspielerin, die auf der Bühne sowie in Film und Fernsehen in zahlreichen Komödien mitspielte.

## Privatleben
Tewson wurde im Londoner Stadtteil Hampstead geboren. Ihr Vater war Musiker und Mitglied im BBC Symphony Orchestra, ihre Mutter arbeitete als Krankenschwester. Tewson studierte an der Royal Academy of Dramatic Art.  Sie war in zweiter Ehe mit Henry Newman verheiratet. Die Ehe hielt von 1972 bis Newmans Tod im Jahre 1980. Tewsons erster Ehemann war Leonard Rossiter, die beiden waren von 1959 bis 1961 verheiratet. Tewson starb am 18. August 2022 in London im Alter von 91 Jahren.

## Karriere
Tewson war seit 1957 in der Londoner Theaterszene präsent, in jenem Jahr absolvierte sie auch ihre ersten Filmauftritte. Zu ihrem Repertoire gehörten Rollen wie u. a. die der Mrs. Prism in Oscar Wildes Stück The Importance of Being Earnest. Einem größeren Publikum war sie als Nebendarstellerin in zahlreichen Comedy-Fernsehserien bekannt. Einen internationalen Erfolg konnte Tewson mit dem Ensemble der Sitcom Mehr Schein als Sein feiern, die in vielen Ländern der Erde eine große Fangemeinde besitzt. In dieser spielte sie die nervenschwache Elizabeth, die Nachbarin und Freundin der hochmütigen Hausfrau Hyacinth Bucket (gespielt von Patricia Routledge). Bis ins hohe Alter war Tewson in verschiedenen Film- und Theaterproduktionen schauspielerisch präsent. Außerdem tourte sie mit einer eigenen One-Woman-Show durch das Land. Insgesamt umfasst ihr filmisches Schaffen zwischen 1957 und 2015 mehr als 65 Film- und Fernsehproduktionen.

## Filmografie (Auswahl)
- 1957: On Stage – London (Fernsehserie, eine Folge)
- 1963–1968: Freie Hand für Barlow (Task Force Police, Fernsehserie, 3 Folgen)
- 1968: The Charlie Drake Show (Fernsehserie, 6 Folgen)
- 1969–1970: Hark at Barker (Fernsehserie, 15 Folgen)
- 1969–1981: The Dick Emery Show (Fernsehserie, 15 Folgen)
- 1971: Coppers End (Fernsehserie, 13 Folgen)
- 1972: His Lordship Entertains (Fernsehserie, 7 Folgen)
- 1972: The Troublesome Double
- 1973: Son of the Bride (Fernsehserie, 6 Folgen)
- 1973: Tell Tarby (Fernsehserie, 6 Folgen)
- 1974: Thriller (Fernsehserie, Folge  A Coffin for the Bride)
- 1977: No Appointment Necessary (Fernsehserie, 7 Folgen)
- 1977: Sherlock Holmes und das Ende der Zivilisation in der uns bekannten Form (The Strange Case of the End of Civilization as We Know It, Fernsehfilm)
- 1977: Odd Man Out (Fernsehserie, 7 Folgen)
- 1978: Der Hund von Baskerville (The Hound of the Baskervilles)
- 1979–1982: Shelley (Fernsehserie, 23 Folgen)
- 1984: Gabrielle and the Doodleman
- 1985: The English Programme (Fernsehserie, 6 Folgen)
- 1987–1988: Rude Health (Fernsehserie, 8 Folgen)
- 1988: Clarence (Fernsehserie, 6 Folgen)
- 1989: Puppenmord (Wilt)
- 1990–1995: Mehr Schein als Sein (Keeping Up Appearances, Fernsehserie, 44 Folgen)
- 1994: Coronation Street (Fernsehserie, 2 Folgen)
- 2000: Inspector Barnaby (Midsomer Murders, Fernsehserie, Folge Judgement Day)
- 2000: The Mumbo Jumbo
- 2003–2010: Last of the Summer Wine (Fernsehserie, 61 Folgen)
- 2009–2015: Doctors (Fernsehserie, 3 Folgen)
- 2012: Lewis – Der Oxford Krimi (Lewis, Fernsehserie, Folge The Indelible Stain)
- 2015: In Memory (Kurzfilm)